# حزب كايا المستقل
حزب كايا المستقل كان حزباً سياسياً في بوركينا فاسو.

## التاريخ
تأسس الحزب من قبل منشقين من الاتحاد الديمقراطي الفولتي - التجمع الديمقراطي الأفريقي. وخاض الانتخابات البرلمانية عام 1970 وقدم سبعة مرشحين. وشهدت الانتخابات حصول الحزب على 0.74٪ من الأصوات وفاز بمقعدين من أصل 57 مقعدًا في الجمعية الوطنية.